# چرخ‌ریسک تاب‌لانه خاکستری
چرخ‌ریسک تاب‌لانه خاکستری (نام علمی: Anthoscopus caroli) نام یک گونه از تیره چرخ‌ریسک تاب‌لانه است.